# État de Falcón
Pour les articles homonymes, voir Falcon.
Falcón est un État du Venezuela. Sa capitale est Coro. En 2011, sa population s'élève à 902 847 habitants.

## Histoire
La région est explorée par les Européens pour la première fois en 1499, par Juan de la Cosa et Amerigo Vespucci, dans le cadre d'une expédition plus large menée par Alonso de Ojeda. Santa Ana de Coro, la capitale de l'État, plus simplement appelée Coro, est fondée le 26 juillet 1527. Dès lors, le territoire joue un rôle majeur dans l'histoire de la province du Venezuela également appelée province de Caracas, dépendant de la couronne espagnole. Elle tient notamment une place importante dans les mouvements pré-indépendantistes à la charnière des 18e et 19e siècles, notamment ceux de José Leonardo Chirino en 1795 et l'incursion armée de Francisco de Miranda en 1806. Toutefois, en 1811, alors que l'indépendance du pays est proclamée, Coro reste fidèle à l'Espagne, fusionne avec sa voisine, la province de Maracaibo avant que ne soit créée la province de Coro en 1815 par le roi d'Espagne Ferdinand VII. Finalement, en 1821, la province s'émancipe de la tutelle espagnole et est « libérée » par Josefa Camero. Elle dépend dès lors du département de Zulia qui fait partie de la Grande Colombie. En 1830, lors de la séparation du Venezuela actuel de son voisin colombien, la province de Coro est intégrée au nouvel État.
En 1856, son statut de province est confirmé, et se compose des cantons de Coro, San Luis, Casigua, Costa Arriba, Cumarebo et Paraguaná. En 1859, après le déclenchement de la guerre fédérale à Coro le 20 février, Coro se forme en État indépendant. Il intègre ce qui est alors les États-Unis-du-Venezuela. En 1872, il change son nom d'État de Coro à État de Falcón, en l'honneur du chef de la guerre fédérale Juan Crisóstomo Falcón. En 1879, excepté le département de Nirgua, l'État forme, avec ses voisins Lara et Yaracuy, l'État de Nord de l'Ouest (Estado Norte de Occidente, en espagnol). Entre 1881 et 1890, il fusionne avec son voisin l'État de Zulia, pour former l'État de Falcón-Zulia. De nouveau en 1891, il reprend son indépendance de son voisin occidental et forme de nouveau l'État de Falcón. En 1899, il change de nouveau son appellation pour devenir de nouveau l'État de Coro, nom qu'il avait déjà porté entre 1859 et 1872. Cette année-là, il annexe les territoires qui dépendent alors de son voisin l'État de Lara que sont Tucacas et Chichiriviche, le Lara recevant en échange la municipalité d'Urdaneta. Dès 1901, il reprend son nom actuel, nom qu'il a gardé depuis lors.

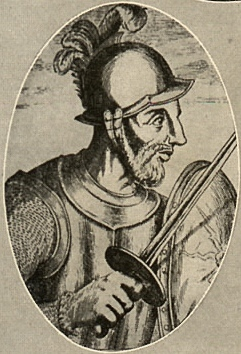
Le conquistador et explorateur Alonso de Ojeda mène la première expédition européenne sur les côtes du Venezuela en 1499.
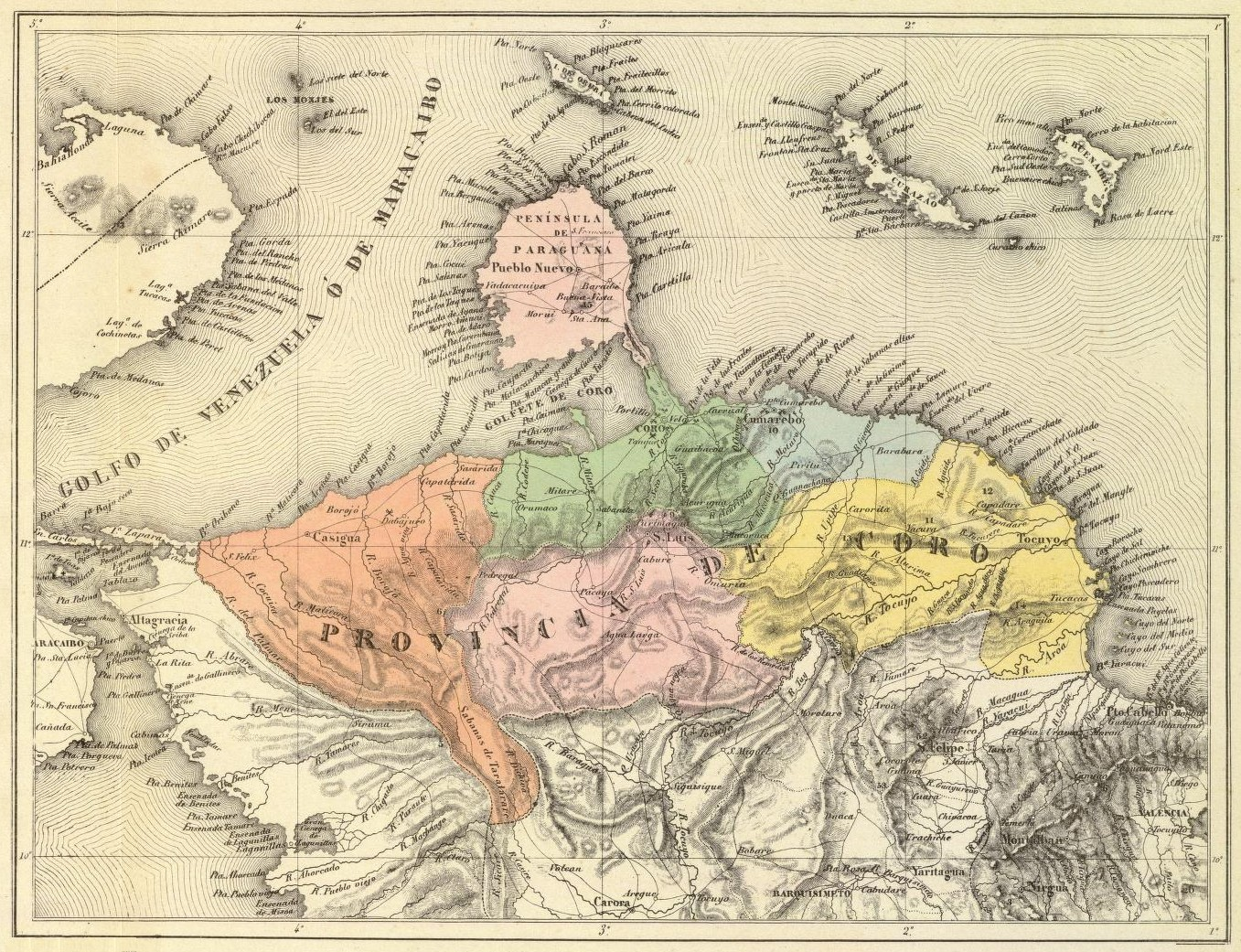
Carte de la province de Coro en 1840.
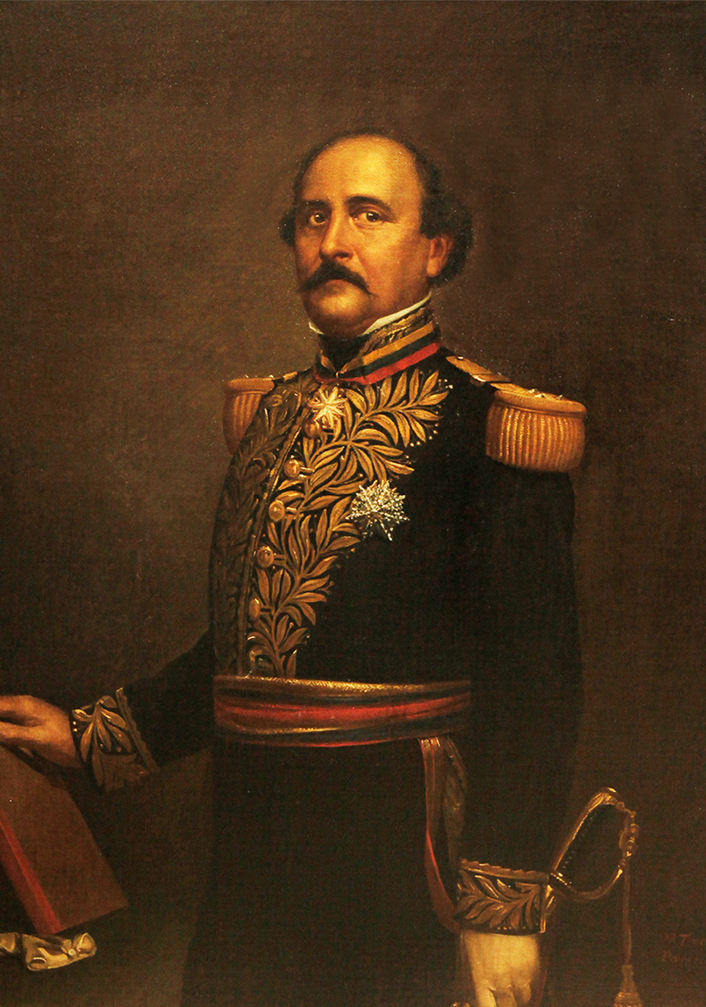
Juan Crisóstomo Falcón (1820-1870) par le peintre Martín Tovar y Tovar.

## Géographie
L'État de Falcón est situé au nord de la région géographique dénommée « système Coriano » (sistema Coriano, en espagnol), également appelé « région naturelle Formation Lara-Falcón-Yaracuy ». Composé au sud de chaînes de montagnes de moyenne hauteur d'ouest en est, se découpant en vallées maritimes s'ouvrant sur l'océan Atlantique dans la partie orientale. La partie occidentale où est implantée la capitale Coro est occupée par une plaine côtière le long du golfe du Venezuela. Au nord de l'État se situe l'élément le plus remarquable de la côté du pays, la péninsule de Paraguaná reliée au continent par l'isthme de Los Médanos de Coro, long de 27 kilomètres et large de 6 kilomètres.

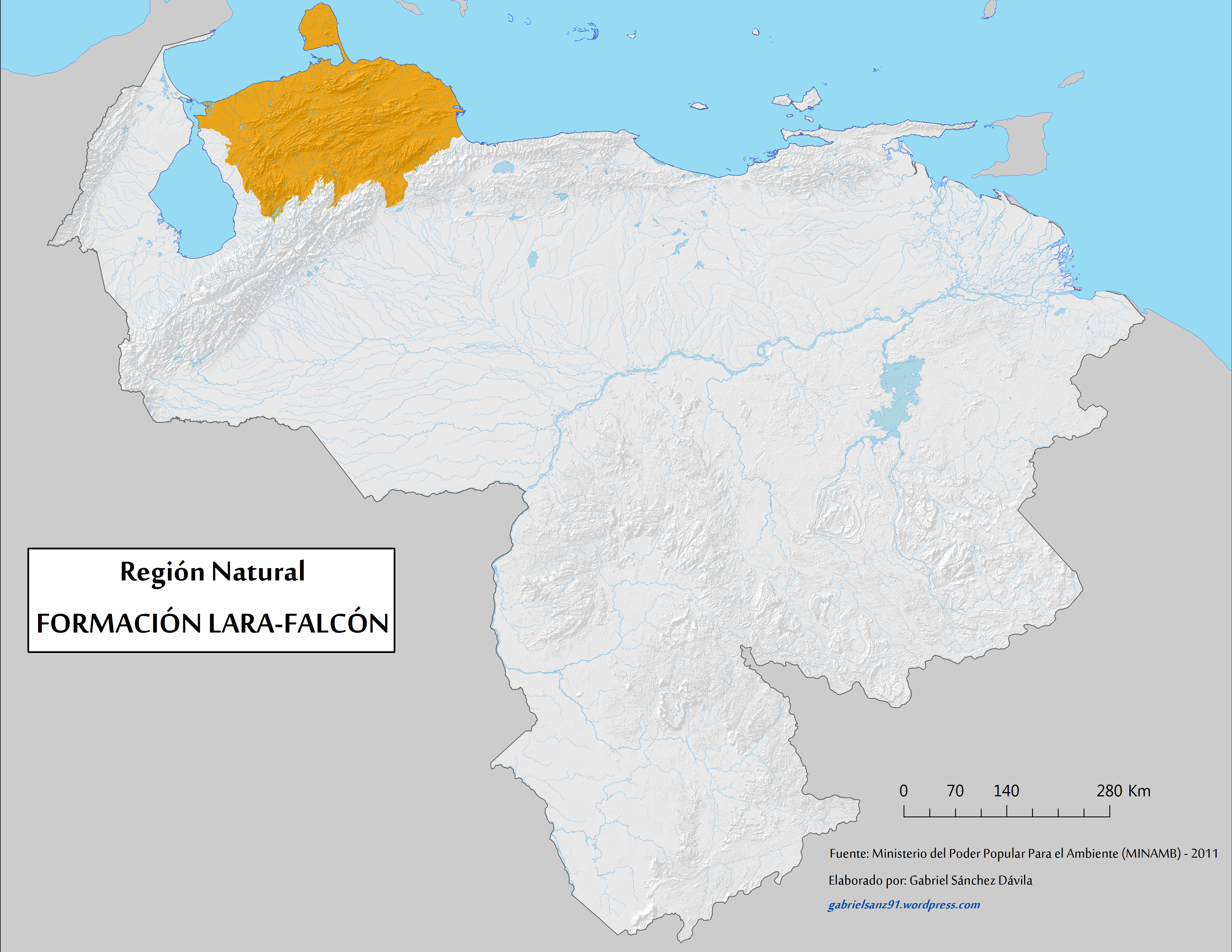
Carte du système Coriano.
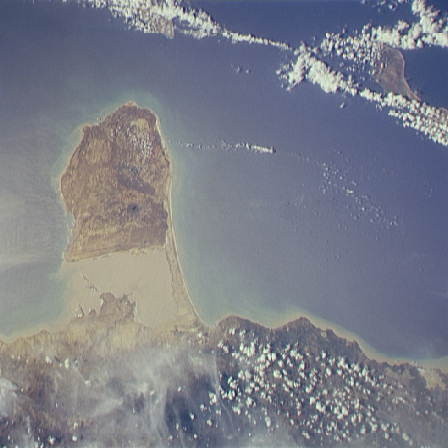
Vue satellite de la péninsule de Paraguaná.

## Démographie, société et religions

### Démographie
Selon l'Institut national de la statistique (Instituto Nacional de Estadística en espagnol), la population a augmenté de 18.30 % entre 2001 et 2011 et s'élève à 902 847 habitants lors de ce dernier recensement :
| 2001    | 2011    |
| ------- | ------- |
| 763 188 | 902 847 |

## Administration et politique

### Subdivisions
L'État est divisé en 25 municipalités totalisant 78 paroisses civiles :
| Municipalité                      | Localisation | Chef-lieu                | Nombre de paroisses civiles | Paroisses civiles | Population (2001) | Population (2011) |
| --------------------------------- | ------------ | ------------------------ | --------------------------- | --- | ----------------- | ----------------- |
| Acosta                            |              | San Juan de los Cayos    | 4                           | Capadare (Capadare) La Pastora (La Pastora) Libertador (El Mene de San Lorenzo) San Juan de los Cayos (San Juan de los Cayos)                                                                 | 17 978            | 19 045            |
| Bolívar                           |              | San Luis                 | 3                           | Aracua (Aracua) La Peña (La Peña) San Luis (San Luis) | 8 290             | 8 539             |
| Buchivacoa                        |              | Capatárida               | 6                           | Bariro (Bariro) Borojó (Borojó) Capatárida (Capatárida) Guajiro (Guajiro) Seque (San José de Seque) Zazárida (Zazárida)                                                                       | 20 269            | 22 897            |
| Cacique Manaure                   |              | Yaracal                  | 0                           | (aucune) | 7 608             | 10 874            |
| Carirubana                        |              | Punto Fijo               | 4 ou 5,                     | Carirubana (Punto Fijo) Norte (Punto Fijo) Punta Cardón (Punta Cardón) Santa Ana (Santa Ana) Tacuato,                                                                                         | 203 583           | 239 444           |
| Colina                            |              | La Vela de Coro          | 5                           | Acurigua (Acurigua) Guaibacoa (Guaibacoa) La Vela de Coro (La Vela de Coro) Las Calderas (Las Calderas) Macoruca (El Moyepo)                                                                  | 32 545            | 41 510            |
| Dabajuro                          |              | Dabajuro                 | 0                           | (aucune) | 17 534            | 23 388            |
| Democracia                        |              | Pedredgal                | 5                           | Agua Clara (El Manantial) Avaria (Tupure) Pedregal (Pedregal) Piedra Grande (Piedra Grande) Purureche (Purureche)                                                                             | 9 107             | 9 944             |
| Falcón                            |              | Pueblo Nuevo             | 9                           | Adaure (Adaure) Adícora (Adícora) Baraived (Baraived) Buena Vista (Buena Vista) Jadacaquiva (Jadacaquiva) El Vínculo (El Vínculo) El Hato (El Hato) Moruy (Moruy) Pueblo Nuevo (Pueblo Nuevo) | 40 879            | 46 215            |
| Federación                        |              | Churuguara               | 5                           | Agua Larga (Agua Larga) Churuguara (Churuguara) El Paují (El Paují) Independencia (El Tupí) Mapararí (Mapararí)                                                                               | 25 889            | 29 251            |
| Jacura                            |              | Jacura                   | 3                           | Agua Linda (Agua Linda) Araurima (Araurima) Jacura (Jacura) | 11 500            | 11 232            |
| José Laurencio Silva ou « Silva » |              | Tucacas                  | 2                           | Boca de Aroa (Boca de Aroa) Tucacas (Tucacas) | 28 820            | 32 193            |
| Los Taques                        |              | Santa Cruz de Los Taques | 2                           | Judibana (Judibana) Los Taques (Santa Cruz de Los Taques) | 28 528            | 41 579            |
| Mauroa                            |              | Mene de Mauroa           | 3                           | Casigua (Casigua) Mene de Mauroa (Mene de Mauroa) San Félix (San Félix) | 21 468            | 24 920            |
| Miranda                           |              | Coro                     | 7                           | Guzmán Guillermo (La Negrita) Mitare (Mitare) Río Seco (Río Seco) Sabaneta (Sabaneta) San Antonio (Coro) San Gabriel (Coro) Santa Ana (Coro)                                                  | 173 860           | 211 537           |
| Monseñor Iturriza                 |              | Chichiriviche            | 3                           | Boca de Tocuyo (Boca de Tocuyo) Chichiriviche (Chichiriviche) Tocuyo de la Costa (Tocuyo de la Costa)                                                                                         | 17 774            | 19 300            |
| Palmasola                         |              | Palmasola                | 0                           | (aucune) | 6 340             | 7 077             |
| Petit                             |              | Cabure                   | 3                           | Cabure (Cabure) Colina (Pueblo Nuevo de la Sierra) Curimagua (Curimagua) | 12 078            | 13 725            |
| Píritu                            |              | Píritu                   | 2                           | Píritu (Píritu) San José de la Costa (San José de la Costa) | 9 929             | 10 628            |
| San Francisco                     |              | Mirimire                 | 0                           | (aucune) | 10 000            | 11 030            |
| Sucre                             |              | La Cruz de Taratara      | 2                           | Pecaya (Pecaya) Sucre (La Cruz de Taratara) | 5 155             | 5 781             |
| Tocópero                          |              | Tocópero                 | 0                           | (aucune) | 4 475             | 5 519             |
| Unión                             |              | Santa Cruz de Bucaral    | 3                           | El Charal (El Charal) Las Vegas del Tuy (Las Vegas del Tuy) Santa Cruz de Bucaral (Santa Cruz de Bucaral)                                                                                     | 14 479            | 15 660            |
| Urumaco                           |              | Urumaco                  | 2                           | Bruzual (San José de Bruzual) Urumaco (Urumaco) | 6 861             | 8 349             |
| Zamora                            |              | Puerto Cumarebo          | 5                           | La Ciénaga (La Ciénaga) La Soledad (La Soledad) Pueblo Cumarebo (Pueblo Cumarebo) Puerto Cumarebo (Puerto Cumarebo) Zazárida (Zazárida)                                                       | 29 139            | 33 210            |
| Total                             |              |                          | 78                          | | 763 188           | 902 847           |

### Organisation des pouvoirs
Le pouvoir exécutif est l'apanage du gouverneur. L'actuel gouverneur est Víctor Clark, depuis le 20 octobre 2017.
| Photo | Scrutin | Période                               | Nom du gouverneur | Parti politique | Résultat électoral | Notes                                             |
| ----- | ------- | ------------------------------------- | ----------------- | --------------- | ------------------ | ------------------------------------------------- |
|       | 1989    | 1990-1992                             | Aldo Cermeño      | Copei           | 50.63 %            | Premier gouverneur élu aux élections directes     |
|       | 1992    | 1992-1996                             | Aldo Cermeño      | Copei           | 51.73 %            |                                                   |
|       | 1995    | 1996-1998                             | José Curiel       | Copei           | 37.83 %            |                                                   |
|       | 1998    | 1998-2000                             | José Curiel       | Copei           | 49.97 %            |                                                   |
|       | 2000    | 30 juillet 2000 - 2004                | Jesús Montilla    | MVR             | 48.62 %            | Époux de sa successeure Stella Lugo               |
|       | 2004    | 2004 - 23 novembre 2008               | Jesús Montilla    | MVR             | 59.47 %            | Époux de sa successeure Stella Lugo, réélu        |
|       | 2008    | 23 novembre 2008 - 2012               | Stella Lugo       | PSUV            | 55.35 %            | Épouse de son prédecesseur Jesús Montilla         |
|       | 2012    | 2012 - 15 octobre 2017                | Stella Lugo       | PSUV            | 51.58 %            | Épouse de son prédecesseur Jesús Montilla, réélue |
|       | 2017    | 20 octobre 2017 - 21 novembre 2021    | Víctor Clark      | PSUV            | 52.44 %            |                                                   |
|       | 2021    | Depuis le 22 novembre 2021 (en cours) | Víctor Clark      | PSUV            | 43.39 %            | Réélu, actuel gouverneur                          |

## Sources
- (es) Cet article est partiellement ou en totalité issu de l’article de Wikipédia en espagnol intitulé « Estado Falcón » (voir la liste des auteurs).

- (es) Cet article est partiellement ou en totalité issu de l’article de Wikipédia en espagnol intitulé « Anexo:Gobernador de Falcón » (voir la liste des auteurs).